# Jonathan Judaken
Jonathan Judaken est né en 1968 à Johannesburg en Afrique du Sud. Il est professeur d'histoire des idées à Rhodes College où il est titulaire de la chaire "Spence L. Wilson".

## Parcours
Après un doctorat d'histoire à l'université de Californie à Irvine, Jonathan Judaken a effectué un post-doc à l'université hébraïque de Jérusalem. Il a enseigné à l'Université de Memphis, où il était professeur  d'histoire et directeur du Centre Marcus Orr pour les sciences humaines. 
Ses recherches portent principalement sur la façon dont les intellectuels représentent les Juifs et le judaïsme, la race et le racisme. 
À ce titre, il a d'abord étudié la figure du "Juif" dans l'œuvre de Sartre dont il est alors devenu un spécialiste notable, en histoire des idées. Il a d'ailleurs présidé la North American Sartre Society.

## Recherches
Judaken est l'auteur de Jean-Paul Sartre and the Jewish Question: Anti-antisemitism and the Politics of the French Intellectual, dans lequel il affirme que les représentations des Juifs et du judaïsme, comme des figures d’altérité, servent comme un site fécond pour interroger et réévaluer l'œuvre de Sartre, en particulier sa conception du rôle de l'intellectuel. 
Son dernier livre offre une histoire de la systématisation et de la canonisation de l'existentialisme comme mouvement philosophique. 
Il travaille actuellement sur un ouvrage qui offrira une comparaison historique des principales théories antisémites et leur critique dans l’œuvre de Sartre, Hannah Arendt, l'École de Francfort, et Jean-François Lyotard.
Judaken est un membre fondateur de l'International Consortium for Research on Antisemitism and Racism (ICRAR), une organisation regroupant des universitaires européens, américains, et israéliens qui vise à « revitaliser et refaçonner l'étude de l'antisémitisme. »

## Œuvres
- Jean-Paul Sartre and the Jewish Question: Anti-antisemitism and the Politics of the French Intellectual, University of Nebraska Press, “Texts and Contexts” series, 2006.
- Race After Sartre: Antiracism, Africana Existentialism, Postcolonialism, SUNY Press, “Philosophy and Race” series, 2008 Premier des trois volumes dirigés par Judaken et qui ramassent des contributions à l'étude de la race, l'existentialisme, et les liens entre eux.
- Naming Race, Naming Racisms, Routledge, 2009.
- Situating Existentialism: Key Texts in Context, Columbia University Press, 2012.

Article en français :
- « Sartre, Israël et la politique de l’intellectuel » in Sartre et les Juifs, Ingrid Galster (éd.), Paris,  Éditions La Découverte, 2005, p. 211-221.